# Steve O'Rourke
Steve O'Rourke (Willesden, 1º ottobre 1940 – Miami, 30 ottobre 2003) è stato un manager e pilota automobilistico britannico.
È stato il manager dei Pink Floyd dal 1968 (da quando Syd Barrett si separò dal gruppo) fino al proprio decesso, avvenuto nel 2003 a causa di un infarto, a 63 anni.
Grande appassionato di corse automobilistiche, ha preso parte a numerose corse come la 24 Ore di Le Mans (1979 e 1980) (la sua scuderia realizzò anche alcune vetture a motore Aston-Martin le EMKA, dalle iniziali dei suoi figli) e la Carrera Panamericana (insieme a Nick Mason e David Gilmour nel 1991).